# American Journal of Agricultural Economics
L'American Journal of Agricultural Economics est une revue universitaire à comité de lecture sur l'économie agricole, les ressources naturelles et l'environnement, ainsi que sur le développement rural et communautaire. Publiée cinq fois par an, c'est l'une des deux revues publiées par l'Agricultural Applied Economics Association, avec Applied Economic Perspectives and Policy. Elle est créée en 1919, date à laquelle elle s'appelait le Journal of Farm Economics.

## Éditeurs
Les rédacteurs en chef actuels sont Amy Ando (Université de l'Illinois à Urbana-Champaign), Marc Bellemare (Université du Minnesota), Jill McCluskey (Université d'État de Washington) et Jesse Tack (Université d'État du Kansas).